# أنخيل فليتاس
أنخيل فليتاس هو لاعب كرة قاعدة كوبي، ولد في 10 نوفمبر 1914 في Abreus, Cuba ‏ في كوبا، وتوفي في 10 يوليو 2006 في ميامي في الولايات المتحدة.

## وصلات خارجية
- أنخيل فليتاس على موقعبيزبول رفرنس.كوم (الدوري الرئيسي) (الإنجليزية)
- أنخيل فليتاس على موقعبيزبول رفرنس.كوم (الدوري الثانوي) (الإنجليزية)